# Avgust Andrej Bucik
Avgust Andrej Bucik (Trst, 22. kolovoza 1888. – Trst, 30. lipnja 1951.), slovenski slikar.
Studirao je arhitekturu i slikarstvo u Beču. Živio je u Trstu i Gorici, od 1915. – 1918. godine u Rusiji kao ratni zarobljenik, te u Kamniku, Grazu, Pragu, Ljubljani. Bio je profesor crtanja u Idriji, te u Gorici i Trstu, gdje je umro pripremajući retrospektivnu izložbu. Bavio se heraldikom (grboslovljem).